# Brian Norton
Brian Ivan Cobham Norton, född 10 oktober 1899, Cape Province, Sydafrika, död 16 juli 1956, var en sydafrikansk tennisspelare. Norton är framförallt känd för sin förlust mot den amerikanske spelaren och titelhållaren Bill Tilden i singelfinalen (the Challenge Round) i 1921 års Wimbledonturnering.

## Tenniskarriären
Brian Norton blev sydafrikansk mästare 1920. Han var också framgångsrik singelspelare i internationella turneringar och nådde 1921 finalen i Wimbledonmästerskapen. Han mötte där Bill Tilden som ungefär tre veckor tidigare genomgått en mindre operation och var märkbart ur slag under matchens inledning. Norton vann snabbt de två första seten mot Tilden som tycktes håglös och trött. Inför det tredje setet började åskådarna på en av läktarna att ropa nedsättande omdömen om Tilden. Effekten den att Norton helt tappade koncentrationen, varvid Tilden enkelt vann de följande två seten med 6-1, 6-0. I det femte och avgörande setet återfann Norton sin egen rytm och tog ledningen med 4-2. Tilden lyckades vinna de följande två gamen, varefter Norton vann det följande i egen serve. Vid ställningen 4-5 servade Tilden men Norton lyckades skaffa sig en matchboll vid ställningen 30-40. Tilden slog en retur utefter sidlinjen som han trodde gick ut. Linjedomaren ansåg dock bollen vara inne, och efter en kort paus kunde matchen fortsätta. Norton lyckades få en andra matchboll, men Tilden svarade nu med vinnande "cannon-ball"-servar och vann slutligen gamet. Tilden vann sedan de två följande gamen och därmed matchen med 4-6, 2-6, 6-1, 6-0, 7-5.
Efter den förnedrande behandling Tilden utsatts för av ett antal åskådare, dröjde det fem år innan han återvände till Wimbledon. Samtida kommentatorer ansåg att Norton "kastat bort" en hägrande Wimbledontitel till stöd för Tilden som också var hans personlige vän. 
Brian Norton var ofta en av Bill Tildens dubbelpartner. År 1923 nådde paret dubbelfinalen i Amerikanska mästerskapen. De besegrade där Richard Williams/Watson Washburn med 3-6, 6-3, 6-3, 5-7, 6-2.

## Spelaren och personen
Bill Tilden beskrev i sin bok the "Art of Lawn Tennis" Norton som en extremt skicklig spelare som behärskade alla typer av slag. Nortons största brist som tennisspelare ansåg Tilden vara att han inte tog tennisen på allvar. Som en följd av detta sviktade ofta hans omdöme och han försökte ofta slå komplicerade "konstslag" från svåra positioner. Norton var en gladlynt person och var alltid publikfavorit. 

## Grand Slam-titlar
- Amerikanska mästerskapen
  - Dubbel - 1923